# Chivy-lès-Étouvelles
Chivy-lès-Étouvelles – miejscowość i gmina we Francji, w regionie Hauts-de-France, w departamencie Aisne.
Według danych na styczeń 2014 roku gminę zamieszkiwało 520 osób, a gęstość zaludnienia wynosiła 146,5 osób/km².